# Монтечиккардо
Монтечиккардо (італ. Monteciccardo) — муніципалітет в Італії, у регіоні Марке,  провінція Пезаро і Урбіно.
Монтечиккардо розташоване на відстані близько 220 км на північ від Рима, 65 км на захід від Анкони, 14 км на південний захід від Пезаро, 19 км на північний схід від Урбіно.
Населення — 1724 особи (2014).
Щорічний фестиваль відбувається 20 січня. Покровитель — San Sebastiano.

## Демографія
Населення за роками:

Станом на 31 грудня 2014 року в муніципалітеті офіційно проживало 107 іноземців з 20 країн, серед них 28 громадян країн Євросоюзу та 5 громадян України.

## Сусідні муніципалітети
- Момбароччо
- Монтефельчино
- Монтелаббате
- Пезаро
- Валлефолья
- Серрунгарина
- Урбіно